# Stratégie d'investissement
Une stratégie d'investissement est une stratégie utilisée par des fonds d'investissement, des banques d'investissement et autres investisseurs afin de générer des profits sur les marchés financiers. Cette stratégie consiste en un ensemble de règles et de procédures mises en œuvre pour guider les gestionnaires d'actifs dans la sélection de leurs actifs.

## Concept
Chaque gestionnaire d'actifs dispose d'une ou plusieurs stratégies, décidées à haut niveau. Ces stratégies règlent un arbitrage entre le risque et le retour sur investissement.

## Typologie

### Stratégie active
Une stratégie d'investissement actif est une stratégie qui consiste en des choix fréquents de modification du portefeuille. Le gestionnaire d'actifs analyse le risque qui influence chaque classe d'actif. Cette stratégie exige ainsi des rééquilibrages de portefeuille réguliers.

### Stratégie passive

#### Stratégiebuy and hold
La stratégie buy and hold est une stratégie par laquelle un investisseur parie que l'actif qu'il achète va voir, sur le long terme, sa valeur augmenter. Il s'agit d'un type de stratégie passive. Peu agressive, elle permet au gestionnaire de ne suivre qu'un nombre restreint de règles, et fait peu évoluer la composition de son portefeuille. Cette stratégie est moins agressive que la stratégie active. 

#### Stratégie d'indexation
La stratégie d'indexation est une stratégie de type passive, par laquelle les investisseurs sélectionnent des actifs qui reflètent le marché. Ce portefeuille fonctionne ainsi comme un indice du marché.

### Stratégie demomentum
La stratégie du momentum consiste à utiliser la dynamique (momentum) actuelle du marché ou d'un actif pour aller dans le sens de la dynamique. Le gestionnaire d'actifs va alors acheter haut un actif dont la valeur est haussière, afin de vendre plus haut encore. L'hypothèse qui sous-tend cette stratégie est qu'un ensemble d'actifs qui est à la hausse depuis plusieurs mois continuera à être à la hausse pour encore quelques mois.

### Marchés émergents
La stratégie marchés émergents est une stratégie par laquelle le gestionnaire d'actifs investit dans les marchés émergents.

### Stratégievalue
Dans le cadre d'une stratégie value, l'investisseur investit dans des actifs considérés comme sous-cotés par le marché. 

### Stratégiegrowth
Dans le cadre d'une stratégie growth, l'investisseur investit dans les actifs d'une entreprise qui devrait, selon l'investisseur, voir ses revenus augmenter à l'avenir.

### Investissementcontrarian
L'investissement contrarian est une stratégie qui se base sur l'idée selon laquelle les marchés ne sont pas rationnels, et commettent souvent des erreurs en masse. Ainsi, l'investisseur va dans le sens inverse de l'opinion du marché.